# روجر إدوارد كونتز
روجر إدوارد كونتز (بالإنجليزية: Roger Edward Kuntz)‏ هو رسام أمريكي، ولد في 4 يناير 1926 في سان أنطونيو في الولايات المتحدة، وتوفي في 22 أغسطس 1975 في لاغونا بيتش في الولايات المتحدة.